# Kościół Zmartwychwstania Pana Jezusa i klasztor Zmartwychwstańców we Lwowie
 Kościół Zmartwychwstania Pana Jezusa i klasztor Zmartwychwstańców we Lwowie położony przy ul. Piekarskiej 59 (ukr. вул. Пекарська 59).

## Historia
Kościół Zmartwychwstania Pana Jezusa został wybudowany w 1887 (według innych źródeł w 1889) na planie krzyża łacińskiego według projektu architektów Łukasza Bodaszewskiego i Albina Zagórskiego. Od strony zachodniej został połączony z budynkiem klasztoru, a od południowej z seminarium. We wnętrzu zbudowano ołtarz główny, dwa ołtarze boczne i ambonę. Organy zostały wykonane w fabryce lwowskiego organmistrza Jana Śliwińskiego. Ołtarz główny zbudowano według projektu architekta Jana Tomasza Kudelskiego z kamienia tarnopolskiego, obok wybudowano dwa boczne ołtarze drewniane. Dekoracje rzeźbiarskie wykonał Piotr Harasimowicz. W latach 1900–1904 kościół ozdobiono trzema malowidłami olejnymi autorstwa bliżej nieznanego lwowskiego malarza, który sygnował swoje prace podpisem Garabed (być może chodzi o ormiańskiego malarza Garabeda Keupruliana). W prezbiterium kościoła umieszczono tablicę poświęconą historykowi i społecznikowi ks. Walerianowi Kalince. W czasie I wojny światowej Austriacy skonfiskowali i zniszczyli trzy kościelne organy, a do kościoła został przekazany dzwon z lwowskiej katedry ormiańskiej.
Po odzyskaniu przez Polskę niepodległości podjęto zakrojone prace konserwatorskie, m.in. w 1928 odnowiono organy, a w 1932 przeprowadzono remont generalny przyozdabiając świątynię dodatkowymi malowidłami ściennymi w stylu art déco autorstwa Kazimierza Jana Smuczaka i Stanisława Ehrenfeldema. Kompozycje przedstawiały także herby Lwowa, polskie orły, wizerunki Papieża Piusa XI i arcybiskupa Bolesława Twardowskiego. Według projektu Kazimierza Jana Smuczaka firma krakowskiego architekta Stanisława Gabriela Żeleńskiego wykonała dwa witraże umieszczone następnie w oknach kościoła. W 1938 wzniesiono dodatkowy ołtarz boczny pw. św. Teresy. Już za okupacji Lwowa w 1940 wyremontowano poszycie dachu. W latach okupacji w klasztorze ukrywał się przed prześladowaniami niemieckimi m.in. prof. Eugeniusz Romer. 
Przy kościele działał konwikt dla młodzieży męskiej szkół średnich. 
Do 1945 kościół wraz z integralnymi budynkami klasztoru i kościoła stanowił własność polskiego zgromadzenia Zmartwychwstańców. Po 1945 miejscowych duchownych wraz z lwowskimi Polakami wypędzono ze Lwowa, a w budynkach seminarium i klasztoru umieszczono szpital wojskowy, natomiast sam kościół przeznaczono na magazyn. Rozpoczęło się systematyczne niszczenie świątyni: porąbano i rozbito ołtarze, ambonę i ławki. Porozbijano witraże. Wnętrze kościoła poprzedzielano ścianami działowymi. Udało się duchownym uratować jedynie organy i kilka rzeźb przewiezionych szczęśliwie do Krakowa. Po 1990 nieczynny budynek przekazano na zbór baptystom, którzy częściowo wyremontowali świątynię, a częściowo dokonali jej dalszego zniszczenia, m.in. zamalowali wizerunki polskich orłów, papieża i arcybiskupa Twardowskiego. Zachowała się tablica poświęcona Walerianowi Kalince.